# Serie A1 NFLI 2007
La Serie A NFLI 2007, denominata anche Superbowl League, è stato il massimo livello del campionato italiano di football americano nel 2007. È stato organizzato da NFL Italia. Vi hanno partecipato 36 squadre, suddivise in A1 (8) e A2 (28).

## Regular Season

### Serie A1
| Pos. | Squadra          | %V   | G | V | P | PF  | PS  |
| ---- | ---------------- | ---- | - | - | - | --- | --- |
| 1    | Marines Lazio    | .857 | 7 | 6 | 1 | 226 | 124 |
| 2    | Giants Bolzano   | .857 | 7 | 6 | 1 | 216 | 135 |
| 3    | Panthers Parma   | .714 | 7 | 5 | 2 | 249 | 175 |
| 4    | Lions Bergamo    | .571 | 7 | 4 | 3 | 280 | 169 |
| 5    | Warriors Bologna | .571 | 7 | 4 | 3 | 225 | 164 |
| 6    | Dolphins Ancona  | .286 | 7 | 2 | 5 | 178 | 219 |
| 7    | Rhinos Milano    | .143 | 7 | 1 | 6 | 114 | 247 |
| 8    | Briganti Napoli  | .000 | 7 | 0 | 7 | 31  | 286 |

## Playoff
Ai Playoff hanno preso parte le prime 5 classificate del torneo di A1 più la vincente del SilverBowl, partita finale del torneo di A2
|  | Quarti di finale | Quarti di finale   | Quarti di finale |                |               | Semifinali    | Semifinali     | Semifinali |  |  | XXVII Superbowl | XXVII Superbowl | XXVII Superbowl |  |
|  |                  |                    |                  |                |               |               |                |            |  |  |                 |                 |                 |  |
|  |                  |                    |                  |                |               | 1             | Giants Bolzano | 7          |  |  |                 |                 |                 |  |
|  |                  |                    |                  |                |               | 1             | Giants Bolzano | 7          |  |  |                 |                 |                 |  |
|  |                  |                    |                  | Lions Bergamo  | 14            |               |                |            |  |  |                 |                 |                 |  |
|  | 4                | Lions Bergamo      | 24               | Lions Bergamo  | 14            |               |                |            |  |  |                 |                 |                 |  |
|  | 4                | Lions Bergamo      | 24               |                |               |               |                |            |  |  |                 |                 |                 |  |
|  | 5                | Warriors Bologna   | 20               |                |               |               |                |            |  |  |                 |                 |                 |  |
|  | 5                | Warriors Bologna   | 20               |                | Lions Bergamo | Lions Bergamo | 55             |            |  |  |                 |                 |                 |  |
|  |                  |                    |                  |                |               |               |                |            |  |  |                 |                 |                 |  |
|  |                  |                    | Panthers Parma   | Panthers Parma | 49            |               |                |            |  |  |                 |                 |                 |  |
|  |                  |                    |                  | Panthers Parma | 49            |               |                |            |  |  |                 |                 |                 |  |
|  |                  |                    |                  |                |               |               |                |            |  |  |                 |                 |                 |  |
|  |                  |                    |                  |                |               |               |                |            |  |  |                 |                 |                 |  |
|  |                  | 2                  | Marines Lazio    | 14             |               |               |                |            |  |  |                 |                 |                 |  |
|  |                  |                    |                  | 14             |               |               |                |            |  |  |                 |                 |                 |  |
|  |                  |                    |                  | Panthers Parma | 17            |               |                |            |  |  |                 |                 |                 |  |
|  | 3                | Panthers Parma     | 8                | Panthers Parma | 17            |               |                |            |  |  |                 |                 |                 |  |
|  | 3                | Panthers Parma     | 8                |                |               |               |                |            |  |  |                 |                 |                 |  |
|  | 1A2              | Hogs Reggio Emilia | 0                |                |               |               |                |            |  |  |                 |                 |                 |  |

## XXVII Superbowl
La partita finale, chiamata XXVII Superbowl italiano, si è disputata il 14 luglio 2007 allo Stadio Andrea Torelli di Scandiano (RE), ed è stata vinta dai Lions Bergamo, al loro 11º titolo (10°consecutivo) sui Panthers Parma per 55 a 49 dopo due tempi supplementari.
L'incontro è stato giudicato la più spettacolare edizione della storia del Superbowl italiano. Il titolo di miglior giocatore dell'incontro è stato assegnato ex aequo ai quarterback delle due squadre, Donald Allen e Mike Souza
- Lions Bergamo campioni d'Italia 2007 e qualificati all'Eurobowl 2008.